# AVN Award for Best New Starlet
L'AVN Award for Best New Starlet è un premio pornografico assegnato all'attrice emergente votata come migliore dalla AVN, l'ente che assegna gli AVN Awards, riconosciuti come i migliori premi del settore (paragonabile al Premio Oscar).
Come per gli altri premi, viene assegnato nel corso di una cerimonia che si svolge a Las Vegas, solitamente nel mese di gennaio, dal 1984.
Viene considerato uno dei premi più prestigiosi della categoria in quanto spesso garantisce contratti lucrosi e la possibilità di scegliere tra molte case produttrici.

## Vincitrici e candidate

### Anni 1980
| Anno            | 1984          | 1985        | 1986  | 1987                                             | 1988                                           | 1989                                           |
| --------------- | ------------- | ----------- | ----- | ------------------------------------------------ | ---------------------------------------------- | ---------------------------------------------- |
| Vincitrice      | Rachel Ashley | Ginger Lynn | Angel | Barbara Dare                                     | Samantha Strong                                | Aja                                            |
| Altre candidate |               |             |       | Blondi Careena Collins Candie Evans Porsche Lynn | Barbii Angela Baron Alicia Monet Jamie Summers | Kascha Lynn LeMay Charli St. Cyre Amanda Tyler |

### Anni 1990
| Anno            | 1990                         | 1991                                                                                     | 1992           | 1993                                                                             | 1994 | 1995          | 1996 | 1997 | 1998 | 1999 |
| --------------- | ---------------------------- | ---------------------------------------------------------------------------------------- | -------------- | -------------------------------------------------------------------------------- | --- | ------------- | --- | --- | --- | --- |
| Vincitrice      | Victoria Paris e Tori Welles | Jennifer Stewart                                                                         | Savannah       | Alex Jordan                                                                      | Shayla LaVeaux | Kylie Ireland | Jenna Jameson | Missy | Johnni Black                                                                                                 | Alisha Klass |
| Altre candidate |                              | Racquel Darrian Sabrina Dawn Ashlyn Gere Madison Sunny McKay Danielle Rogers Zara Whites | Angela Summers | Chrissy Ann Nikki Dial Kiss Tiffany Million Tiffany Mynx Kelly O'Dell Alicia Rio | Celeste Sarah Jane Hamilton Janine Lindemulder Dyanna Lauren Leena La Bianca Brittany O'Connell Lacy Rose Sunset Thomas Crystal Wilder | Chasey Lain   | Davia Ardell Juli Ashton J. R. Carrington Sid Deuce Melissa Hill Jill Kelly Rachel Love Lovette Marylin Star Nici Sterling Jenteal | Farrah Houston Kristi Myst Julie Rage Ruby Jasmin St. Claire Stephanie Swift Tatiana Nikki Tyler Stacy Valentine | Anita Blond Angelica de la Sol Angel Hart LeeAnna Heart Toni James Midori Mila Alexandra Silk Kobe Tai Vicca | Nikki Anderson Jessica Darlin Dee Elena Katie Gold Malitia Mocha Samantha Stylle Shelbee Myne Temptress Inari Vachs |

### Anni 2000
| Anno            | 2000 | 2001 | 2002                                                                                                | 2003 | 2004 | 2005 | 2006 | 2007 | 2008 | 2009 |
| --------------- | --- | --- | --------------------------------------------------------------------------------------------------- | --- | --- | --- | --- | --- | --- | --- |
| Vincitrice      | Bridgette Kerkove | Tera Patrick | Violet Blue                                                                                         | Jenna Haze | Stormy | Cytherea | McKenzie Lee | Naomi | Bree Olson | Stoya |
| Altre candidate | Anastasia Blue Jewel De'Nyle India Katja Kean Leanni Lei Bunny Luv Barrett Moore Sonja Redd Regan Starr Sydnee Steele Vivian Valentine | Alexa Cassidey Ryan Conner Dayton Rains Jessica Drake Tasha Hunter Miko Lee Lola Heather Lyn Tiffany Mason McKayla Matthews | Meriesa Arroyo Calli Cox Kate Frost Haven Logan LaBrent Justine Romée Stevie Monica Sweetheart Zana | Sunrise Adams Aria Giovanni Hannah Harper Jewels Jade Jassie Kimmie Kahn Carmen Luvana Katie Morgan Tawny Roberts Avy Scott Judy Star Shyla Stylez Felix Vicious Lezley Zen | Ashley Blue Mary Carey Cindy Crawford Daisy Marie Alaura Eden Jesse Jane Kaylani Lei Nina Mercedez Ander Page Lauren Phoenix Crystal Ray Rachel Rotten Simone Bella-Marie Wolf | Audrey Hollander Nicki Hunter Katrina Kraven Christie Lee Jennifer Luv Missy Monroe Gia Paloma Teagan Presley Lily Thai Lucy Thai Nautica Thorn Dana Vespoli Vicky Vette Dani Woodward | Lori Alexia Joanna Angel Jasmine Byrne Courtney Cummz Brooke Haven Jenaveve Jolie Sunny Lane Tory Lane Vanessa Lane Trina Michaels Keri Sable Hillary Scott Taryn Thomas Kelly Wells | Alektra Blue Sasha Grey Lacie Heart Gianna Lynn Candy Manson Riley Mason Michelle Maylene Stefani Morgan Jenna Presley Kirsten Price Amy Reid Ava Rose Mia Rose Charlotte Stokely | Alexis Love Alexis Texas Ashlynn Brooke Audrey Bitoni Casey Parker Lela Star Lorena Sánchez Maya Hills Natasha Nice Paulina James Renae Cruz Shay Jordan Tera Wray Veronique Vega | Lexi Belle Tori Black Chayse Evans Jaelyn Fox Jayden Jaymes Nikki Jayne Jayme Langford Jandi Lin Meggan Mallone Priya Rai Faye Reagan Ryder Skye Missy Stone Angelina Valentine |

### Anni 2010
| Anno            | 2010 | 2011 | 2012 | 2013 | 2014 | 2015 | 2016 | 2017 | 2018 | 2019 |
| --------------- | --- | --- | --- | --- | --- | --- | --- | --- | --- | --- |
| Vincitrice      | Kagney Linn Karter | Gracie Glam | Brooklyn Lee | Remy LaCroix | Mia Malkova | Carter Cruise | Abella Danger | Holly Hendrix | Jill Kassidy | Ivy Wolfe |
| Altre candidate | Asa Akira Britney Amber Angelina Armani Kiara Diane London Keyes Tanner Mayes Nicole Ray Emy Reyes Natalia Rossi Heather Starlet Aryana Starr Riley Steele Brynn Tyler Sadie West | Brooke Lee Adams Raven Alexis Briana Blair Amy Brooke Danica Dillon Alexis Ford Tara Lynn Foxx Allie Haze Amia Miley Mallory Rae Murphy Chanel Preston Ashlyn Rae Katie St. Ives Jennifer White | Abella Anderson Jessie Andrews Aiden Ashley Bethany Benz Lily Carter Skin Diamond Ash Hollywood BiBi Jones Jynx Maze Holly Michaels Selena Rose Samantha Saint Lexi Swallow Lizz Tayler Zoe Voss | Anikka Albrite Dani Daniels Ana Foxxx Kendall Karson Tessa Lane Leilani Leeane Adrianna Luna Melina Mason Cassandra Nix Maddy O'Reilly Penny Pax Riley Reid Jessie Rogers Bonnie Rotten Stevie Shae Siri Trinity St. Clair Christie Stevens Karina White | A.J. Applegate Casey Calvert Teal Conrad Dillion Harper Melody Jordan Kennedy Leigh Christy Mack Zoey Monroe Raven Rockette Jessa Rhodes Rikki Six Cindy Starfall Natalia Starr Jodi Taylor | August Ames Carmen Caliente Misha Cross Aidra Fox Keisha Grey Janice Griffith Chanell Heart Jillian Janson Katerina Kay Belle Knox Ariana Marie Scarlet Red Samantha Rone Dakota Skye | Aria Alexander Bella Bellz Marley Brinx Kate England Karlee Grey Katrina Jade Peta Jensen Cassidy Klein Morgan Lee Rachael Madori Keira Nicole Jade Nile Megan Rain Kissa Sins | Kimmy Granger Alex Grey Elsa Jean Jojo Kiss Katy Kiss Lyra Law Melissa Moore Kira Noir Anya Olsen Gia Paige Piper Perri Adria Rae Lana Rhoades Gina Valentina | Arya Fae Honey Gold Eliza Jane Elena Koshka Riley Nixon Giselle Palmer Lena Paul Bella Rose Sofi Ryan Scarlett Sage Chloe Scott Kristen Scott Violet Starr Whitney Wright | Gia Derza Hannah Hays Eliza Ibarra Ella Knox Tana Lea Alina Lopez Hime Marie Nia Nacci Kenzie Reeves Karma Rx Nicolette Shea Kendra Spade Jane Wilde Emily Willis |

### Anni 2020
| Anno            | 2020 | 2021 | 2022 | 2023 | 2024 | 2025 |
| --------------- | --- | --- | --- | --- | --- | --- |
| Vincitrice      | Gianna Dior | Scarlit Scandal | Blake Blossom | Charly Summer | Chanel Camryn | Gal Ritchie |
| Altre candidate | Vanna Bardot Gabbie Carter Kiara Cole Keira Croft Autumn Falls Athena Faris Aria Lee Lacy Lennon Lexi Lore Izzy Lush Paige Owens Danni Rivers Vina Sky Naomi Swann | Adira Allure Jewelz Blu Avery Cristy Brooklyn Gray Kiarra Kai Sky Pierce Natalie Porkman LaSirena69 Bella Rolland Jessie Saint Lana Sharapova Savannah Sixx Alexis Tae Skylar Vox | Alina Ali Gizelle Blanco Anna Claire Clouds Destiny Cruz Kayley Gunner Lily Larimar Coco Lovelock Maddy May April Olsen Freya Parker Kylie Rocket Sera Ryder Maya Woulfe Angel Youngs | Kenzie Anne Braylin Bailey Armani Black Nicole Doshi Tommy King Nicole Kitt Rory Knox Kay Lovely Leana Lovings Bunny Madison Xxlayna Marie Madison Summers Aria Valencia Slimthick Vic | Scarlett Alexis Katrina Colt Demi Hawks Molly Little Mina Luxx Emma Magnolia Hailey Rose Jennie Rose Willow Ryder Queenie Sateen Lily Starfire Melissa Stratton Chloe Surreal Summer Vixen | Briana Arson Dan Dangler Hayley Davies Kelsey Kane Khloe Kingsley Raven Lane Rissa May Myra Moans Sinastra Monroe Milie Morgan Jasmine Sherni Addison Vodka Madison Wilde Angel Windell |